# Alejandro Varela
Alejandro Varela López (Alicante, España, 5 de octubre de 1973) es un exfutbolista y entrenador español. Jugó de defensa y en la actualidad es el entrenador del Conil CF de la Tercera División de España.

## Trayectoria
Tras formarse en las categorías inferiores del Hércules Club de Fútbol, jugó en el Mutxamel Club de Fútbol en Tercera División que por entonces era filial del Hércules. Posteriormente jugó en Segunda División con el equipo herculano, y una temporada en Primera División en la temporada 1996/97. Con el Toledo y Mérida jugó en Segunda División, y regresó al Hércules para jugar en Segunda "B". En 2001 inició su trayectoria en el Cádiz en Segunda "B" y tras dos ascensos acabó jugando en Primera División. Sus últimos equipos fueron el desaparecido Ciudad de Murcia en Segunda División, y el Orihuela en Segunda "B".
Tras su retirada como jugador, se afincó en Cádiz y era entrenador del tercer filial del Cádiz, el Balón de Cádiz, ahora entrena al Domingo Savio Juvenil, equipo de la provincia de Cádiz. El padre de Alejandro, es Pepe Varela, exjugador del Hércules en Primera División.

## Clubes

### Como jugador
| Club                   | País   | Año       |
| ---------------------- | ------ | --------- |
| Mutxamel C. F.         | España | 1993-1994 |
| Hércules C. F.         | España | 1994-1997 |
| C. D. Toledo           | España | 1997-1999 |
| C. P. Mérida           | España | 1999-2000 |
| Hércules C. F.         | España | 2000-2001 |
| Cádiz C. F.            | España | 2001-2006 |
| C. F. Ciudad de Murcia | España | 2006-2007 |
| Orihuela C. F.         | España | 2007-2008 |

### Como entrenador
| Club                  | País   | Año       |
| --------------------- | ------ | --------- |
| Balón de Cádiz C. F.  | España | 2009-2010 |
| Domingo Savio - CADIZ | España | 2010-2011 |

## Política
En las elecciones municipales de España de 2011, estuvo en la 17.ª posición de la lista presentada por Partido Popular y liderada por Teófila Martínez para las elecciones al Ayuntamiento de Cádiz. Varela obtuvo acta de concejal al conseguir esta candidatura, precisamente, 17 ediles. Ejercerá la labor de concejal delegado de deportes.